# Línia 22 Hoquei Club
Línia 22 Hoquei Club (Línia 22 HC) és un club d'hoquei sobre herba de Terrassa, fundat l'any 1988.
Organitzat per un grup de jugadors d'altres equips de la ciutat, el seu primer president va ser Jaume Boladeras i Piera. En el seu primer any, va participar en la tercera divisió estatal. El 2016 va integrar-se a l'entitat Hockey per Terrassa.
En el seu millor moment, el club aconseguí tenir un equip masculí en la Lliga espanyola d'hoquei sobre herba masculina (DHA) i un equip masculí en la Lliga espanyola d'hoquei sobre herba femenina (DHB).